# Вигано, Карло Мария
Карло Мария Вигано́ (итал. Carlo Maria Viganò; род. 16 января 1941, Варезе, королевство Италия) — итальянский прелат и ватиканский дипломат. Титулярный архиепископ Ульпианы с 3 апреля 1992 по 5 июля 2024. Апостольский нунций в Нигерии с 3 апреля 1992 по 4 апреля 1998. Делегат папских представлений в Государственном секретариате Святого Престола с 4 апреля 1998 по 16 июля 2009. Генеральный секретарь губернаторства государства-града Ватикана с 16 июля 2009 по 3 сентября 2011. Апостольский нунций в США с 19 октября 2011 по 12 апреля 2016. 
5 июня 2024 года Ватикан официально предъявил ему обвинение в преступлении раскола. 5 июля 2024 года Вигано был признан виновным и отлучен от церкви.

## Политические взгляды
Когда-то он был одним из высших иерархов Ватикана. Уже несколько лет он выступает против тех нечистых дел, которые творятся в Ватикане и скрываются от мира. В последние два года архиепископ стал выступать против «борьбы с пандемией ковида». Она, по его мнению, является дымовой завесой, прикрывающей глобальный переворот, организованный узкой группой закулисной элиты.

### Конвой Свободы 2022
Архиепископ Вигано̀ безоговорочно поддержал «Конвой Свободы» и выступил с обращением к канадским дальнобойщикам: «Дорогие друзья и братья, канадские дальнобойщики…»